# ZB37式重機槍
ZB37式重機槍（ZB vz.37）和ZB26式輕機槍也同為捷克布魯諾兵工廠的出品，vz.37為一種氣冷式重機槍，其外銷型又名M53重機槍，vz.37在捷克被德國合併後也為德軍所用，中國國民政府曾在1937年抗日戰爭爆發後訂購1,000挺，但只有850挺成功經香港和仰光運交，用於沿黃河的防線、浙江、宜昌和鄂西等地駐防。

## 設計

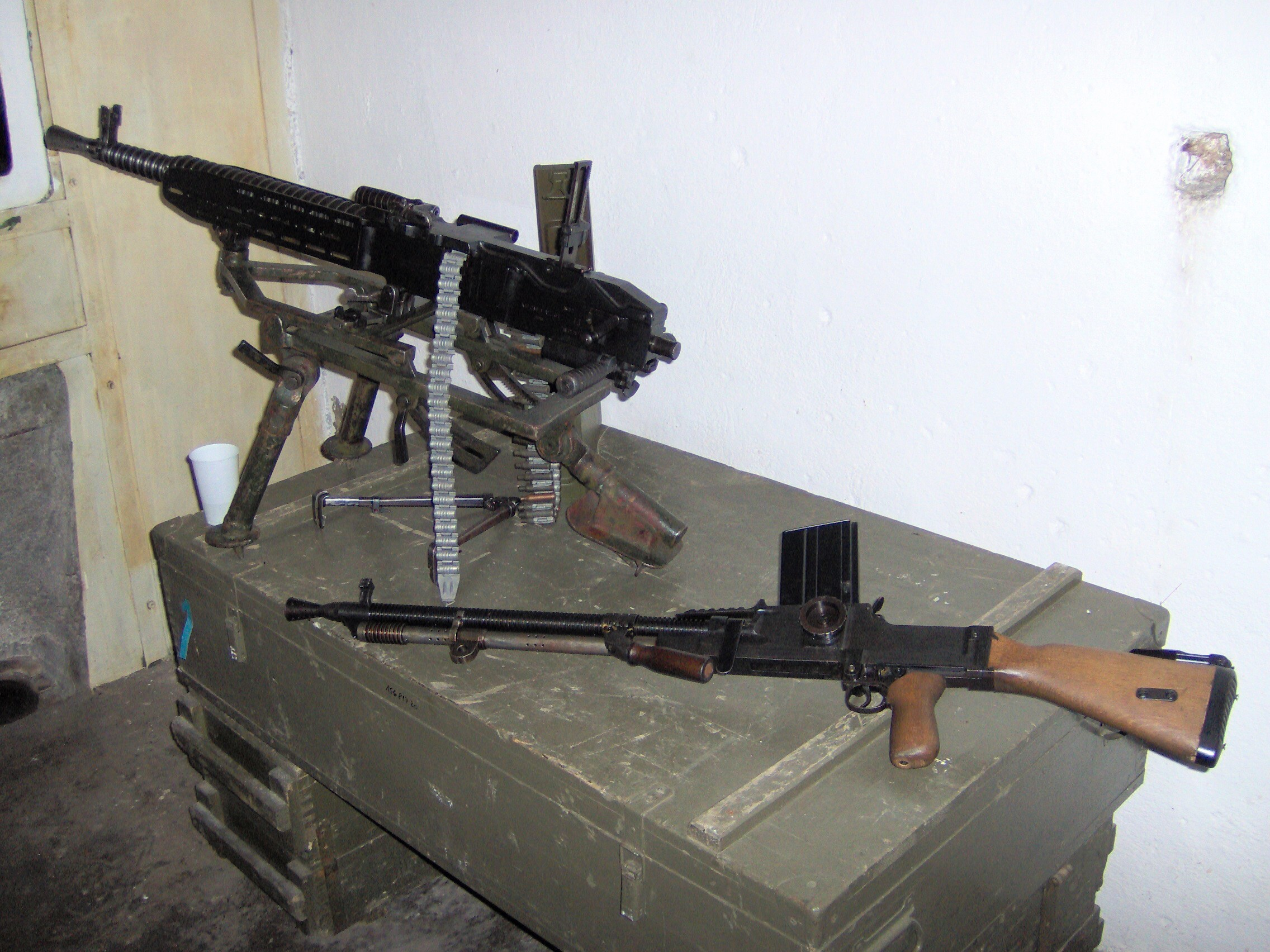
系出同門--ZB37重機槍和ZB26式輕機槍

ZB37採用風冷式槍管，槍管上有散熱片和可以快速更換，這些都和ZB26式輕機槍一樣，其導氣桿和槍機組件也沿用了ZB26的設計，ZB37的握把兼作拉機手柄，子彈上膛時把握把前推，鈎住聯動杆再向後拉，到位後子彈已上膛可以被擊發，若不拉到位的話無法按發射按鈕，ZB37採用金屬彈鏈供彈，彈鏈直接由槍機連桿帶動，這比其他機槍的進彈系統可靠，其附送的上彈器祇要轉一圈扳手可同時上兩發子彈，射速可調校為450發/分鐘、550發/分鐘和700發/分鐘，它發射德式毛瑟尖彈和重尖彈，兩種子彈都各自有表尺。
ZB37唯一缺點是內部結構比較精密，以當時中國的工業技術難以仿製，故國軍使用的皆為進口貨。

## 使用國家
- 捷克斯洛伐克
- 納粹德國
- 中華民國
- 罗马尼亚王国
- 南斯拉夫